# Azmahar Ariano
Azmahar Aníbal Ariano Navarro (* 14. Januar 1991 in Panama-Stadt) ist ein panamaischer Fußballspieler.

## Karriere

### Klub
Er begann seine Karriere in der Saison 2010/11 beim Tauro FC. Im Sommer 2012 wechselte er in die Mannschaft von Sporting San Miguelito. Nach einer Halbserie zog es ihn weiter zum Chepo FC, wo er bis Mitte November 2014 aktiv war, als er leihweise ins Ausland zum ungarischen Klub Honvéd Budapest ging. Über ein Jahr kam er nur auf einen Einsatz bei der ersten Mannschaft und stand nur selten im Kader.
Im Februar 2015 kehrte er zum Chepo FC zurück und war bis Sommer 2016 Teil der Mannschaft. Zur Saison 2016/17 wechselte er zum CD Árabe Unido und wurde nach einem halben Jahr zu Atlético Bucaramanga nach Kolumbien verliehen. Wiederum ein halbes Jahr später kehrte er bis Ende des Jahres zu Árabe Unido zurück. Im Jahr 2018 spielte er in Kolumbien bei Patriotas Boyacá. Für den Rest der Spielzeit ging erzürnt seiner ersten Profistation, dem Tauro FC zurück. Für eine Halbserie der Saison 2019/20 ging er nach Honduras zum CD Marathón. Zum Jahresstart 2020 schloss er sich dem CD Plaza Amador an und ging Mitte Oktober 2020 dem Club Atlético Independiente de La Chorrera. Bereits Anfang Januar 2021 ging er weiter zu Alianza Atlético in Peru.

### Nationalmannschaft
Seinen ersten Einsatz für die Nationalmannschaft von Panama bestritt er über 90 Minuten am 12. Oktober 2016 bei einer 0:1-Freundschaftsspielniederlage gegen Mexiko. Nach ein paar Einsätzen in den nächsten Jahren hatte er seine letzten Partien in der Nations League 2019–21 gegen Mexiko im Oktober und November 2019.